# Patricia Vico
Patricia Vico González (Madrid, 27 agosto 1972) è un'attrice spagnola.

## Filmografia parziale

### Cinema
- Libertarias, regia di Vicente Aranda (1996)
- Beyond Darkness (Pacto de brujas), regia di Javier Elorrieta (2003)
- El asombroso mundo de Borjamari y Pocholo, regia di Juan Cavestany e Enrique López Lavigne (2004)
- Un posto nel mio cuore (Perdona si te llamo amor), regia di Joaquín Llamas (2014)
- Box 314 - La rapina di Valencia (Cien años de perdón), regia di Daniel Calparsoro (2016)
- L'avvertimento (El aviso), regia di Daniel Calparsoro (2018)
- El crack cero, regia di José Luis Garci (2019)
- Ti amo, imbecille (Te quiero, imbécil), regia di Laura Mañá (2020)
- Hasta el cielo, regia di Daniel Calparsoro (2020)
- Centauro, regia di Daniel Calparsoro (2022)
- Todos los nombres de Dios, regia di Daniel Calparsoro (2023)

### Televisione
- Encantada de la vida - serie TV, 6 episodi (1994)
- La casa de los líos - serie TV, 142 episodi (1996-2000)
- Paraíso - serie TV, 42 episodi (2000-2003)
- Hospital Central - serie TV, 157 episodi (2004-2011)
- Toledo - serie TV, 13 episodi (2012)
- Anna Karenina - miniserie TV, 2 episodi (2013)
- Las aventuras del capitán Alatriste - serie TV, 13 episodi (2015)
- Rabia - serie TV, 8 episodi (2015)
- El Señor de los Cielos - serie TV, 50 episodi (2017)
- Todo por el juego - serie TV, 16 episodi (2018-2019)
- Parot - serie TV, 10 episodi (2021)
- Hasta el cielo - La serie - serie TV, 7 episodi (2023)
- Operación Marea Negra - miniserie TV, 10 episodi (2023-2024)

## Doppiatori italiani
Nelle versioni in italiano delle opere in cui ha recitato, Patricia Vico è stata doppiata da:
- Roberta Pellini in Hasta el cielo, Hasta el cielo - La serie
- Valentina Mari in Box 314 - La rapina di Valencia
- Sabrina Duranti ne L'avvertimento
- Giò Giò Rapattoni in Centauro

## Premi
- Fotogramas de Plata
  - 2009: "Mejor Actriz de TV" (Hospital Central)